# 北下浦漁港
北下浦漁港（きたしたうらぎょこう）は、神奈川県横須賀市・三浦市にある第1種漁港である。

## 概要
- 管理者 - 神奈川県横須賀市・三浦市
- 漁業協同組合 - 横須賀市東部・上宮田
- 組合員数 - 100名（2001年（平成13年）12月）
- 漁港番号 - 2110040

## 沿革
- 1952年12月29日 - 第1種漁港に指定

## 主な魚種
- ワカメ
- スズキ
- イワシ
- ボラ

## 主な漁業
- 小型定置網漁業
- 刺し網漁業
- 海面養殖業（藻類）

## 交通
- 京急久里浜線京急長沢駅下車徒歩10分（長沢地区）
- 京急久里浜線三浦海岸駅下車徒歩10分（上宮田地区）